# Заболотна Наталія Пилипівна
 Ната́лія Пили́півна Заболо́тна (* 23 квітня 1973, Черкаси) — президент Фонду гуманітарного розвитку України. 
Генеральний директор державного підприємства «Національний культурно-мистецький та музейний комплекс „Мистецький арсенал“» з травня 2010 по липень 2016 року, комісар Першої Київської міжнародної бієнале сучасного мистецтва «ARSENALE 2012», керівник проектів «АРТ-Київ», «ArtUkraine», «Великий Скульптурний Салон», «Великий Антикварний Салон», «ART-KYIV contemporary — 2010», перший міжнародний «Книжковий Арсенал», «НЕЗАЛЕЖНІndependent», «Космічна Одіссея», «Fine Art Ukraine».

## Життєпис
Наталія Заболотна народилася 23 квітня 1973 у м. Черкасах. Закінчила Черкаський університет ім. Б. Хмельницького, факультет української філології. Також навчалася у Національній академії внутрішніх справ (правознавство) та Національній академії образотворчого мистецтва і архітектури (мистецтвознавство).
Наталія Заболотна
- З 1996 — заступник головного редактора газети «Губернские Ведомости».
- 1998-2002 — засновник та керівник Асоціації підтримки української популярної літератури.
- З 2000 — заступник шеф-редактора газети «Президентський вісник», керівник департаменту книговидання.
- 2004–2010 — директор Державного підприємства «Центр ділового та культурного співробітництва „Український дім“».
- З 2007 — засновник та видавець журналу про мистецтво «ArtUkraine».
- 2008 — засновник громадського об'єднання «Фонд інтелектуальної співпраці „Український час“».
- 2010-2016 — генеральний директор Державного підприємства «Національний культурно-мистецький та музейний комплекс „Мистецький арсенал“»[5].
- З 2016 — засновник і керівник Центру сучасного мистецтва ART UKRAINE GALLERY.

Авторка та керівник артпроєктів, серед яких:
- «ART-KYIV contemporary» — відбувається щороку з 2006 р.[6];
- «Великий Скульптурний Салон» — відбувається щороку з 2006 р.;
- «Великий Антикварний Салон» — відбувається щороку з 2008 р.;
- Fine Art Ukraine — відбувається щороку з 2009 р.;
- «Книжковий Арсенал» — відбувається щороку з 2011 р.;
- «Космічна Одісея», 2011 р;
- «НЕЗАЛЕЖНІndependent», 2011 р.

Ініціювала київське бієнале сучасного мистецтва ARSENALE. Призначена комісаром ARSENALE 2012, що відкрилася 24 травня 2012 року в Києві. За версією тижневика «Дзеркало тижня», ARSENALE 2012 — «головна культурна подія року».
У 2013 році Наталія Заболотна стала ініціатором премії імені Бориса Возницького «За вагомий особистий внесок у розвиток музейної справи», яка вручається щодва роки. Першим лауреатом премії був обраний Олесь Пошивайло — засновник та екс-директор Національного музею-заповідника українського гончарства в Опішні.
У 2016 році завершився контракт Наталії Заболотної як керівниці «Мистецького арсеналу». Втім Державне управління справами вчасно не розпочало передбачену законом процедуру кадрового конкурсу, що викликало побоювання серед працівників «Арсеналу» та мистецького середовища щодо непрозорого призначення нового керівника. 
Врешті конкурс було призначено після особистого втручання Президента України Петра Порошенка. 
7 липня 2016 року відбулося фінальне засідання конкурсної комісії, яке, за свідченням спостерігачів від громадськості, проходило з порушеннями. Зокрема, на засідання прийшли люди у військовій формі, які представилися «громадськими захисниками справедливості із АТО» та вимагали призначення на посаду керівника «Арсеналу» Олесі Островської-Лютої, яку, врешті, й було обрано під час голосування. Сама Островська-Люта засвідчила факт тиску на комісію і заявила, що готова була б до повторного проведення конкурсу. 

### Art Ukraine Gallery
У листопаді 2016 року Наталія Заболотна відкрила в Києві мистецький простір Art Ukraine Gallery. Першим проектом галереї стала виставка Степана Рябченка «Віртуальна міфологія». Впродовж першого року роботи галереї в ній пройшли виставки найвідоміших сучасних українських художників — зокрема, «Сон Гулівера» Арсена Савадова та «Галантна доба Просвітництва» Олександра Ройтбурда. 
У 2018 році Art Ukraine Gallery змінила локацію. Новий простір відкрився виставкою «Більше ніж скульптура», який об’єднала твори українських та закордонних скульпторів із технологіями доповненої реальності. 

### Фонд гуманітарного розвитку України та #SOSмайбутнє
У березні 2017 року Наталія Заболотна стала ініціатором громадянської платформи #SOSмайбутнє. Платформа була створена задля порятунку історичних будівель, музеїв, мистецьких та спортивних шкіл, бібліотек та інших об’єктів соціокультурного призначення, які знаходяться у важкому стані і можуть зникнути. 
«Ми закликаємо всіх стати активними учасниками "інвентаризації" результатів недбальства держави. Наша мета: оголюючи нерв суспільства, знайти вихід із цього гуманітарного колапсу та не допустити точки неповернення. За участі небайдужих громадян ми створюємо національний реєстр об’єктів, які потрібно негайно модернізувати, реставрувати та зберегти задля сучасності та майбуття України та українців» - про цілі платформи #SOSмайбутнє. 
Серед перших учасників платформи — Григорій Грабович, Роман Балаян, Мирослав Попович. 
У травні того ж року розпочав роботу онлайн-реєстр #SOSмайбутнє, де на інтерактивній карті України волонтери вказують об’єкти, що потребують допомоги. 
14 червня 2017 року в приміщенні закинутого дитячого басейну «Чайка» платформа #SOSмайбутнє провела Міжнародний громадський форум Let’s Create Our Future Together», під час якого дипломати, міська влада та місцеві громади обговорювали проблему збереження українських архітектурних пам’яток, культурних та спортивних об’єктів. Учасник заходу, мер Києва Віталій Кличко при цьому заявив, що басейн «Чайка» буде відновлено впродовж року. 
Впродовж перших двох місяців існування платформи SOSмайбутнє до неї доєдналися більше 2000 учасників. 
У вересні 2017 року Наталія Заболотна очолила Фонд гуманітарного розвитку України. Каталізатором створення Фонду вона назвала досягнення громадської ініціативи #SOSмайбутнє, а метою його роботи — підтримку проектів українських громад у сферах культури, освіти, спорту, збереження архітектурної спадщини та усіх інших гуманітарних галузей:
Серед найвідоміших проектів Фонду — збір коштів на реставрацію історичного будинку Миколи Леонтовича у селі Шершні на Вінниччині, а також проведення благодійного аукціону для реновації спортивного клубу «Спарта» у Каневі.  
У березні 2018 року Наталія Заболотна оголосила про проведення в Каневі Міжнародного економічно-гуманітарного форуму Ukrainian ID. Разом із Фондом гуманітарного розвитку України співорганізаторами форуму стали Канівська міська рада та Торгово-промислова палата України. 

## Відзнаки
20 березня 2008 року за значний особистий внесок у розвиток національної культури, вагомі творчі здобутки і високий професіоналізм Указом № 229/2008 Президента України Заболотній присвоєно почесне звання Заслуженого діяча мистецтв України.
У 2012 році серед інших, названа «Людиною десятиліття» за версією журналу «Корреспондент».
У 2013 році посіла 62 сходинку у рейтингу «ТОП-100 найвпливовіших українців» за версією журналу «Корреспондент».
У 2014 посіла 49 позицію, а в 2015 році 58 позицію  у рейтингу «100 найвпливовіших жінок України» (журнал «Фокус»).
У 2014 та 2015 роках увійшла до рейтингу «ТОП-100 людей культури нового часу» (журнал «Новое время»)
У 2016 році увійшла до списку «ТОП-100 найуспішніших жінок України» (журнал «Новое время»)

## Скандали та критика
У липні 2013 року Наталія Заболотна, як директор Мистецького арсеналу, заборонила експонувати картину художника Володимира Кузнєцова «Коліївщина: Страшний суд» на виставці «Велике і Величне». Вона зафарбувала її у чорний колір. На картині розміром 11 на 5 метрів було зображено чорнобильський реактор, зґвалтована у Врадіївці дівчина, брехливі судді та продажні священики. Заболотна попросила вибачення за свій вчинок, пояснивши його бажанням зберегти і далі розвивати Мистецький Арсенал.
27 лютого 2018 року суд закрив провадження щодо визнання цензурування Мистецьким Арсеналом картини.
Журналісти телеканалу ТВІ у передачі «Знак Оклику» пов'язали переведення Наталії на посаду генерального директора «Мистецького арсеналу» та перехід її чоловіка у провладну фракцію.Однак Наталія Заболотна зауважувала, що пропозиція очолити «Арсенал» була зроблена за рекомендаціями Бориса Возницького та Віктора Ющенка. В інтерв’ю Наталії Влащенко у програмі Hard Talk Заболотна розповіла, що ще до свого призначення директором вже працювала над проектами «Арсеналу», і після того отримала пропозицію очолити заклад. Вплив чоловіка на своє призначення Заболотна заперечила.
У лютому 2025 року появилася інформація, що 650 тисяч гривень, які Наталія Заболотна збирала на реконструкцію «будинку Леонтовича» у Вінницькій області кілька років тому, безслідно зникли. А сама будівля стоїть в руїнах і чекає на знесення.
Також у лютому 2025 року Наталія Заболотна заявила про замах на рейдерство з боку своєї партнерки у проекті - Людмили Пишної, дружина голови Національного банку України, яка неодноразово відвідувала заходи галереї.
Наталія відмовилася коментувати ситуацію детальніше, зазначивши, що поки не бажає називати прізвища. Вона підтвердила, що йшлося саме про Art Ukraine Gallery. 
Адміністрація торговельного центру «Домосфера» заявила, що не має жодного конфлікту з Наталією Заболотною, яка повідомила про нібито «рейдерське захоплення» Art Ukraine Gallery у їхньому приміщенні. Також у ТЦ повідомили, що заяви Заболотної є «виключно її особистою ініціативою та не мають жодних юридичних чи договірних підстав». 

## Особисте життя

### Родина
Заболотна мешкає в Києві. Має двох дітей (син, донька). Не одружена. З 2004 по 2014 рік перебувала в цивільному шлюбі з народним депутатом 6-го скликання Ігорем Савченком, обраний від БЮТ, після приходу до влади президента Віктора Януковича з 2010 року — член пропрезидентської коаліції, надалі — член парламентської фракції Партії регіонів. 